# Konsztantyin Petrovics Feoktyisztov

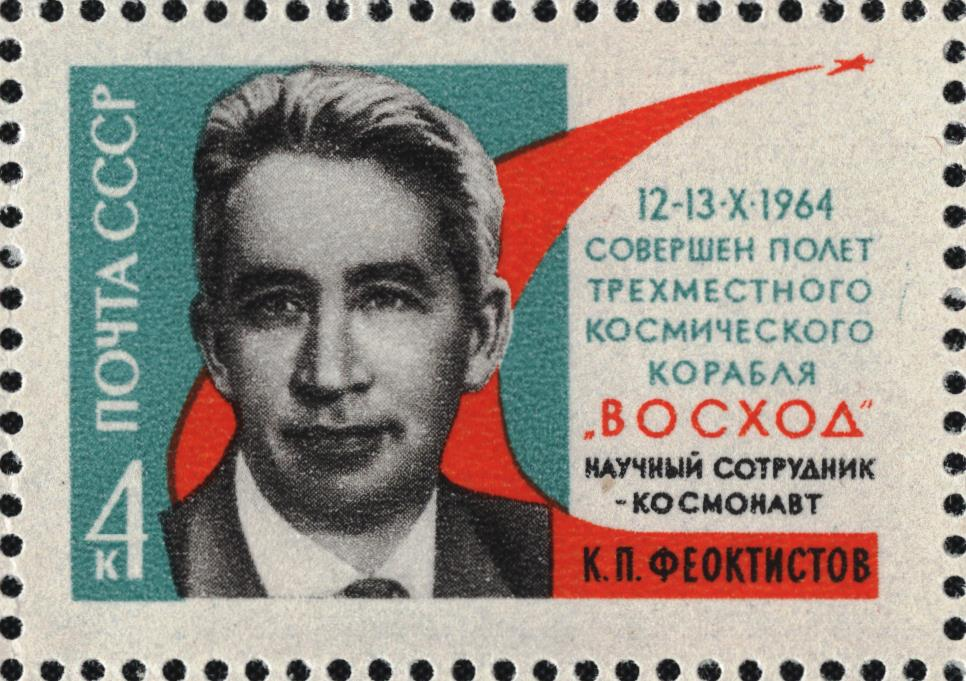
Feoktyisztovot ábrázoló négykopejkás szovjet bélyeg 1964-ből.

Konsztantyin Petrovics Feoktyisztov (orosz: Константин Петрович Феоктистов; Voronyezs, 1926. február 7. – Moszkva, 2009. november 21.) szovjet mérnök, űrhajós, a műszaki tudományok doktora, egyetemi tanár.

## Életpálya
A második világháborúban Voronyezs körzetében önkéntesként harcolt egy katonai felderítő egység kötelékében. Akció közben foglyul ejtették, és egy német tiszt az arcába lőtt. Súlyosan megsebesült, a golyó átfúrta az arccsontját és a nyakát. Halottnak tettette magát, később kimászott a gödörből, és kúszva eljutott a szovjet vonalakig. Önéletrajzi elbeszélésében kitér életben maradásának történetére.
1949-ben a moszkvai Bauman Műszaki Főiskolán végzett. Mihail Tyihonravov rakétatervező mellett kezdett el dolgozni, majd 1956-ban Tyihonravovval együtt a Koroljov vezette OKB–1 tervezőiroda (ma: NPO Enyergija) munkatársa lett. Részt vehetett a Vosztok, a Voszhod, a Szojuz és a Progressz űrhajók, a Szaljut, valamint a Mir űrállomások fejlesztési munkáiban. A jelenleg működő nemzetközi űrállomás kidolgozásában is jelentős szerepe volt. 1964. június 11-étől részesült űrhajóskiképzésben. 1964-ben a Voszhod–1 volt a szovjet űrprogram első többszemélyes űrrepülése, melyet a Voszhod űrhajóval hajtottak végre. A program résztvevői: Vlagyimir Mihajlovics Komarov tudós (parancsnok) és a két civil, Feoktyisztov tudományos munkatárs és Borisz Boriszovics Jegorov orvos. 24 órát és 17 percet töltött a világűrben. Részvétele lehetővé tette, hogy kibővítsék a csillagászati és a geofizikai jellegű kutatási programot. Űrhajós pályafutását 1987. október 28-án fejezte be. A Szovjetunió Hőse kitüntető cím tulajdonosa. Tiszteletére a Hold túlsó oldalán krátert neveztek el.

## Írása
- „Az életem pályája” önéletrajzi elbeszélés